# Jerzy (książę grecki)

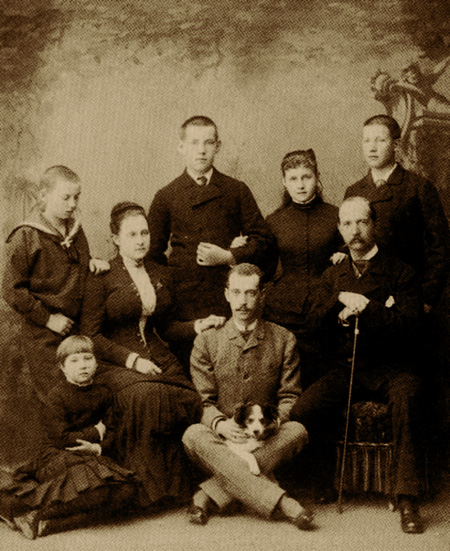
Rodzina królewska

Jerzy książę grecki i duński, hrabia Korfu (gr.: Πρίγκιπας Γεώργιος) z dynastii Oldenburgów-Glücksburgów, (24 czerwca 1869, Korfu – 25 listopada 1957, Saint-Cloud) – syn króla Hellenów Jerzego I i jego małżonki Olgi Konstantinowny Romanowej, mąż sławnej psychoanalityczki Marii Bonaparte, stryj księcia Edynburga, Filipa, polityk grecki.
Jako młody człowiek towarzyszył kuzynowi, carewiczowi Mikołajowi Aleksandrowiczowi podczas jego podróży po Azji i uratował mu życie w Kyoto, gdy japoński zamachowiec zaatakował go na ulicy samurajskim mieczem. Pierwszy cios zranił Mikołaja w czoło, drugi odparł Jerzy swoją laską. Zamachowiec wyznał później, że tym spektakularnym atakiem chciał zwrócić uwagę na niedolę samurajów, pozbawionych swych przywilejów przez reformy Meiji.

## Misja na Krecie
Grecja powstała w roku 1820 nie obejmowała swymi granicami Krety, Cypru i okręgu Salonik, które nadal należały do Imperium Osmańskiego. Szczególnie na Krecie, która miała znaczą większość grecką, wybuchały w ciągu XIX wieku powstania niepodległościowe pod hasłem enosis – zjednoczenia z Matką Helladą. W roku 1897 rząd grecki postanowił działać i wysłał na wyspę ekspedycję wojskową, która podjęła walkę z oddziałami sułtana. Obawiając się naruszenia równowagi sił na Bałkanach (Austro-Węgry, Bułgaria i Serbia miały także roszczenia względem różnych terytoriów osmańskich), cztery mocarstwa: Francja, Anglia, Włochy i Rosja, uzgodniły utworzenie tam wspólnego protektoratu pod nazwą Państwa Kreteńskiego. 
Na podzieloną na cztery sektory wyspę wprowadzono międzynarodowe kontyngenty wojsk, natomiast wojska sułtańskie opuściły ją w 1898 roku. Stworzono namiastkę parlamentu z deputowanymi chrześcijańskimi i muzułmańskimi oraz funkcję Wysokiego Komisarza Krety powierzoną księciu Jerzemu. Wyspa posiadająca autonomię od kwietnia 1899, pozostawała jednak nadal w składzie Imperium Osmańskiego, co nie zadowalało skrajnych nacjonalistów, którym przewodził Elefterios Wenizelos. Jako zagorzały przeciwnik monarchii greckiej, przyjął on początkowo funkcję ministra sprawiedliwości w rządzie stworzonym przez księcia, lecz ich drogi wkrótce się rozeszły: monarchista i rojalista Jerzy dążył do wprowadzenia absolutyzmu i ogłoszenia niepodległej Krety osobnym królestwem pod własnym berłem, natomiast Wenizelos pragnął ustanowienia republiki i połączenia z Grecją. W roku 1905 wszczął republikańskie powstanie w okolicach dawnej stolicy Kandii, które księciu Jerzemu udało się stłumić za pomocą stworzonej przez siebie żandarmerii kreteńskiej. W roku 1906 w przeprowadzonych na wyspie wyborach książę i jego zwolennicy uzyskali 38 127 głosów, a partia Wenizelosa 33 279. Mimo uzyskania nieznacznej większości dla koncepcji Jerzego, społeczeństwo było zatem podzielone niemal po połowie i spory nie ustawały. Ostatecznie zadziałała dyplomacja brytyjska: w r. 1906 księcia odwołano ze stanowiska Wysokiego Komisarza, które przejął były grecki premier Aleksandros Zaimis, bardziej ugodowy wobec stronnictwa Wenizelosa. W roku 1908 kreteńskie Zgromadzenie Narodowe ogłosiło enosis z Grecją.

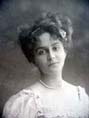
Maria Bonaparte, żona Jerzego

## Życie rodzinne
W roku 1907 książę Jerzy zawarł związek małżeński z księżniczką Marią Bonaparte, jedyną córką księcia Rolanda Bonapartego, ostatniego przedstawiciela gałęzi rodu pochodzącej od Lucjana, brata Napoleona. Choć małżeństwo nie było zbyt szczęśliwe (Maria miała wielu kochanków, m.in. Aristide Brianda czy psychoanalityka Rudolfa Loewensteina), para pozostała ze sobą do końca życia i miała dwoje dzieci – syna Piotra i córkę Eugenię.
Książę zmarł w wieku 88 lat, w osiem dni po obchodach swego złotego wesela z Marią. Był najdłużej żyjącym członkiem dynastii Oldenburgów swego pokolenia. Na jego cześć otrzymało swą nazwę uzdrowisko Georgioupoli w pobliżu Chanii. Pochowany jest wraz z Marią na cmentarzu królewskim w Tatoi koło Aten.